# Königsee-Rottenbach
Königsee-Rottenbach est une municipalité allemande du land de Thuringe, dans l’arrondissement de Saalfeld-Rudolstadt, au centre de l’Allemagne.

## Personnalités liées à la ville
- Bernhard von Holleben genannt von Normann (1824-1897), général né à Unterköditz.